# 히든 페이스 (2011년 영화)
《히든 페이스》(스페인어: La cara oculta)는 2011년 공개된 콜롬비아의 스릴러 영화이다.
2024년 리메이크작인 대한민국 영화 《히든 페이스》가 개봉하였다.

## 줄거리
젊은 오케스트라 지휘자 아드리안은 여자친구 벨렌이 이별을 고하는 영상을 남기고 떠나 버리자 충격을 받고 이를 이겨내려고 바에서 술을 마시다가 새 여자친구 파비아나를 만난다. 파비아나는 아드리안이 벨렌과 지내온 집에 들어가 동거를 하게 된다. 집에서 계속 이상 현상이 일어나자 파비아나는 아드리안이 벨렌의 실종에 책임이 있지 않은가 의심한다. 그러나 실은 벨렌이 집 주인에게서 단방향 거울과 방음 장치가 돼 있는 숨겨진 방에 대한 얘기를 전해 듣고 아드리안의 사랑을 시험하려고 이 비밀 방에 들어갔던 것으로 드러난다. 방 열쇠를 잃어버려 방에서 나갈 길이 차단된 벨렌은 이후 아드리안이 자신이 사라졌다고 생각하고 새 여자친구 파비아나를 사귀고 사랑을 나누는 모습을 고스란히 지켜보고 있었는데...

## 출연진
- 킴 구티에레스
- 클라라 라고
- 마르티나 가르시아
- 마르셀라 마르
- 움베르토 도라도
- 훌리오 파촌
- 후안 알폰소 밥티스타
- 알렉상드라 스티우아르트

## 기타 제작진
- 미술: 베르나르도 트루히요
- 시각 효과: 루이스 티노코
- 음향 감독: 에두아르도 G. 카스트로